# Dibrachichthys melanurus
Dibrachichthys melanurus  (лат.) — вид лучепёрых рыб из монотипического рода  Dibrachichthys  семейства тетрабрахиевых (Tetrabrachiidae). Новый род и вид выделены на основании описания 42 экземпляров, выловленных в прибрежных водах Квинсленда, Северной территории, западной Австралии и около островов Ару, юго-восточная Индонезия.  Отличается от близкородственного вида Tetrabrachium ocellatum цельным грудным плавником, лучи которого у T. ocellatum разделены на две части .

## Этимология
Название рода происходит от др.-греч.  Δυό  — два, др.-греч.  βραχίονας  — рука, предплечье и др.-греч.  ιχθύες  – рыба, что отражает наличие у представителя данного рода двух грудных плавников, т. е. по одному плавнику с каждой стороны тела, каждый из которых не разделён на две части. Видовое название происходит от др.-греч.  μαύρος  — чёрный и  др.-греч.  ουρά  — хвост, что обращает внимание на чёрную полосу, проходящую через хвостовой стебель.

## Описание
Тело сильно сжато с боков. Рот маленький. Маленькие глаза расположены на верху головы. На затылке явно выраженный горб. Плавательный пузырь отсутствует. В спинном плавнике 14—15 мягких лучей, а в анальном 8—10 мягких лучей. Грудной плавник с 9 лучами, цельный. На нёбе зубы отсутствуют. Позвонков 21. Максимальная длина тела 5,7 см.
Окраска тела значительно варьируется. Ротовая полость окрашена в тёмный цвет. На спине вдоль основания спинного плавника проходит выраженная тёмная полоса, тёмная полоса через хвостовой стебель и основание хвостового плавника, на теле нет глазчатых пятен.